# Russenmagazin

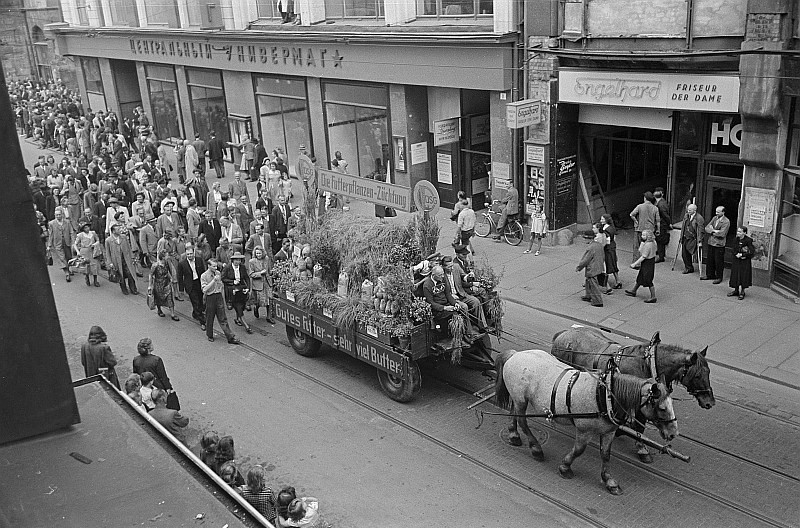
Russenmagazin in Leipzig im Jahr 1950 – Die Aufschrift ЦЕНТРАЛЬНЫЙ УНИВЕРМАГ bedeutet zentrales Kaufhaus und enthält auch den Stern der Roten Armee.

Russenmagazin (von russ.: магазин = Laden, Geschäft) war in der DDR die umgangssprachliche Bezeichnung für Verkaufseinrichtungen der Gruppe der Sowjetischen Streitkräfte in Deutschland, die für deren Armeeangehörige und deren Familien bestimmt waren. Diese Läden des Militärhandelsunternehmens „Wojentorg“ befanden sich meist in größeren Garnisonsstädten, oft auf dem Kasernengelände, und waren auch für DDR-Bürger zugänglich, die als Kunden dort Lebensmittel und Gebrauchsgüter, oft sowjetischen Fabrikats, für DDR-Mark kaufen konnten.
Bis zum Abzug der sowjetischen Truppen wurden dort vom sowjetischen Verkaufspersonal die Preise oft noch mit dem Stschjoty zusammengerechnet, einer russischen Variante des Abakus für den Alltagsgebrauch. Dies geschah selbst dann, wenn moderne Kassen zur Verfügung standen.
Neben den „Wojentorg“-Läden gab es in der Nähe sowjetischer Kasernen auch die mit deutschen Verkäuferinnen besetzten „Speztorg“-Läden des HO-Spezialhandels. Seit 1987 firmierte der Spezialhandel unter VEB Spezialhandel Taucha.

## Moderne Sage
Das „Russenmagazin“ war auch Schauplatz einer in der DDR weitverbreiteten modernen Sage. Ein DDR-Ehepaar sollte in einem solchen Geschäft einen großen handgeknüpften Teppich (ein Gegenstand, der so gut wie nie im freien Handel erhältlich war) für wenig Geld gekauft haben. Erst zu Hause stellte es beim Ausrollen des Teppichs fest, dass sich in der Mitte ein riesiges Leninporträt befand.